# Mandagout
Mandagout ist eine Gemeinde mit 370 Einwohnern (Stand 1. Januar 2022) im französischen Département Gard in der Region Okzitanien.
Sie liegt im südlichen Zentralmassiv in den Cevennen und gehört zum Arrondissement Le Vigan.

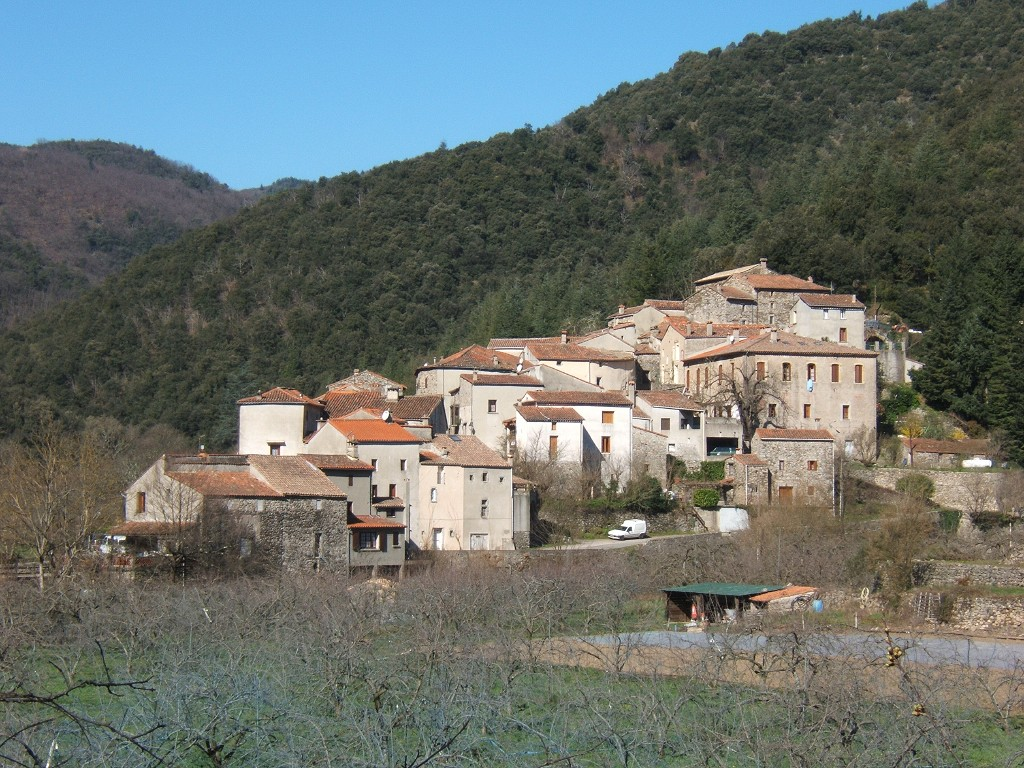
Ortsteil L’Arboux

| Bevölkerungsentwicklung | Bevölkerungsentwicklung |
| Jahr                    | Einwohner               |
| ----------------------- | ----------------------- |
| 1962                    | 346                     |
| 1968                    | 296                     |
| 1975                    | 250                     |
| 1982                    | 255                     |
| 1990                    | 290                     |
| 1999                    | 331                     |
| 2006                    | 362                     |
| 2017                    | 401                     |